# Oligoneuriella marichuae
Oligoneuriella marichuae is een haft uit de familie Oligoneuriidae. De wetenschappelijke naam van de soort is voor het eerst geldig gepubliceerd in 1983 door Alba-Tercedor.
De soort komt voor in het Palearctisch gebied.